# Halda Hrabůvka

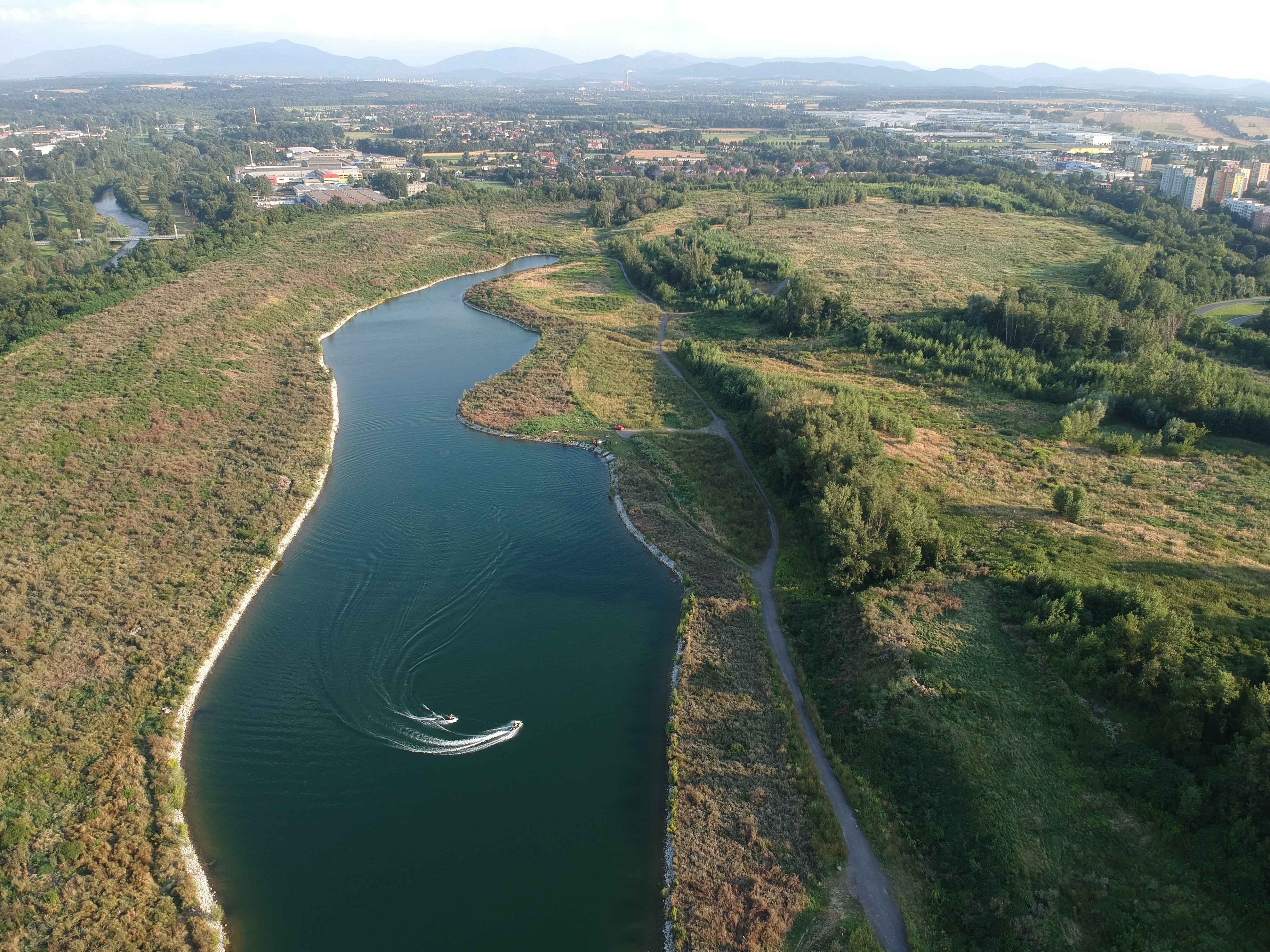
Halda Hrabůvka (pohled ze severu)

Halda Hrabůvka, nazývaná též Stará halda, je odval nacházející se v jižní části Ostravy. Odval sloužil Vítkovickým železárnám pro ukládání odpadů z hutní výroby, především strusky. V roce 2010 probíhala rekultivace odvalu a připravovalo se jeho budoucí využití. Rozloha haldy je 97 ha.

## Lokalizace a původní využití
Halda je ohraničena ze severu průmyslovým areálem umístěným jižně od železniční trati Ostrava-Vítkovice – Ostrava-Kunčice, z východu řekou Ostravicí, z jihu zástavbou městského obvodu Hrabová a ze západu Místeckou ulicí (silnice I/56).
Odval byl dopravně napojen železniční vlečkou z Vítkovic dolního nádraží (v Dolní oblasti Vítkovic) a účelovou silniční komunikací z Místecké ulice. V roce 2014 byl zastaven provoz na odval a vlečka chátrala.
Halda sloužila především k ukládání strusky, ale byly zde umisťovány rovněž kovonosné a mořírenské kaly, zeminy a materiály, které byly kontaminovány ropnými produkty při průmyslových haváriích a nehodách na komunikacích.

## Budoucnost haldy
V roce 2005 Česká inspekce životního prostředí rozhodla o sanaci celé Dolní oblasti Vítkovice včetně haldy Hrabůvka. Strusky z centrální části odvalu byly odtěžovány a komerčně využívány, na zbývající ploše byla prováděna rekultivace na lesní plochy. Po rekultivaci se uvažovalo s využitím prostoru pro vybudování sportovníhu areálu s golfovým hřištěm. Rekultivace haldy, která zahrnovala sanaci jímky ropných látek, rekultivaci jímky kovonosných kalů a rekultivační překryv plochy 41 ha, měla být dokončena do konce roku 2010. Rekultivovaná halda měla být propojena s centrem Ostravy cyklostezkou o délce 4,5 km, která měla být vedena po levém břehu Ostravice. Zvažována byla rovněž výstavba obytných budov v jižní části prostoru bývalé haldy.

## Doprava
- Tramvajová linka (zastávka Moravská) 1,10
- Bus linka (zastávka Moravská nebo Benzina) 55, 39
- 20 min chůze (1,3 km) Nádraží Vítkovice

## Galerie

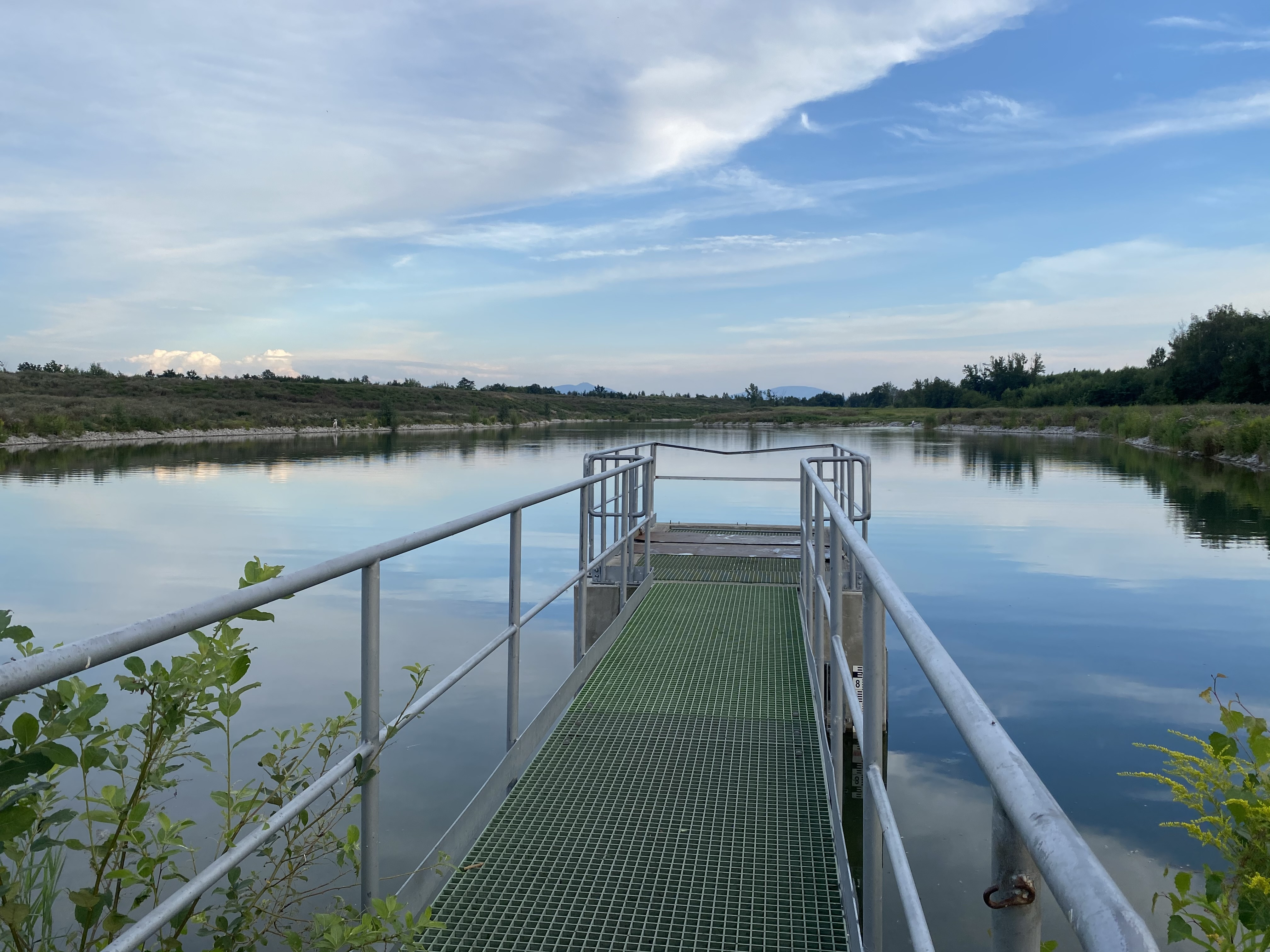
Umělé jezero a molo na haldě
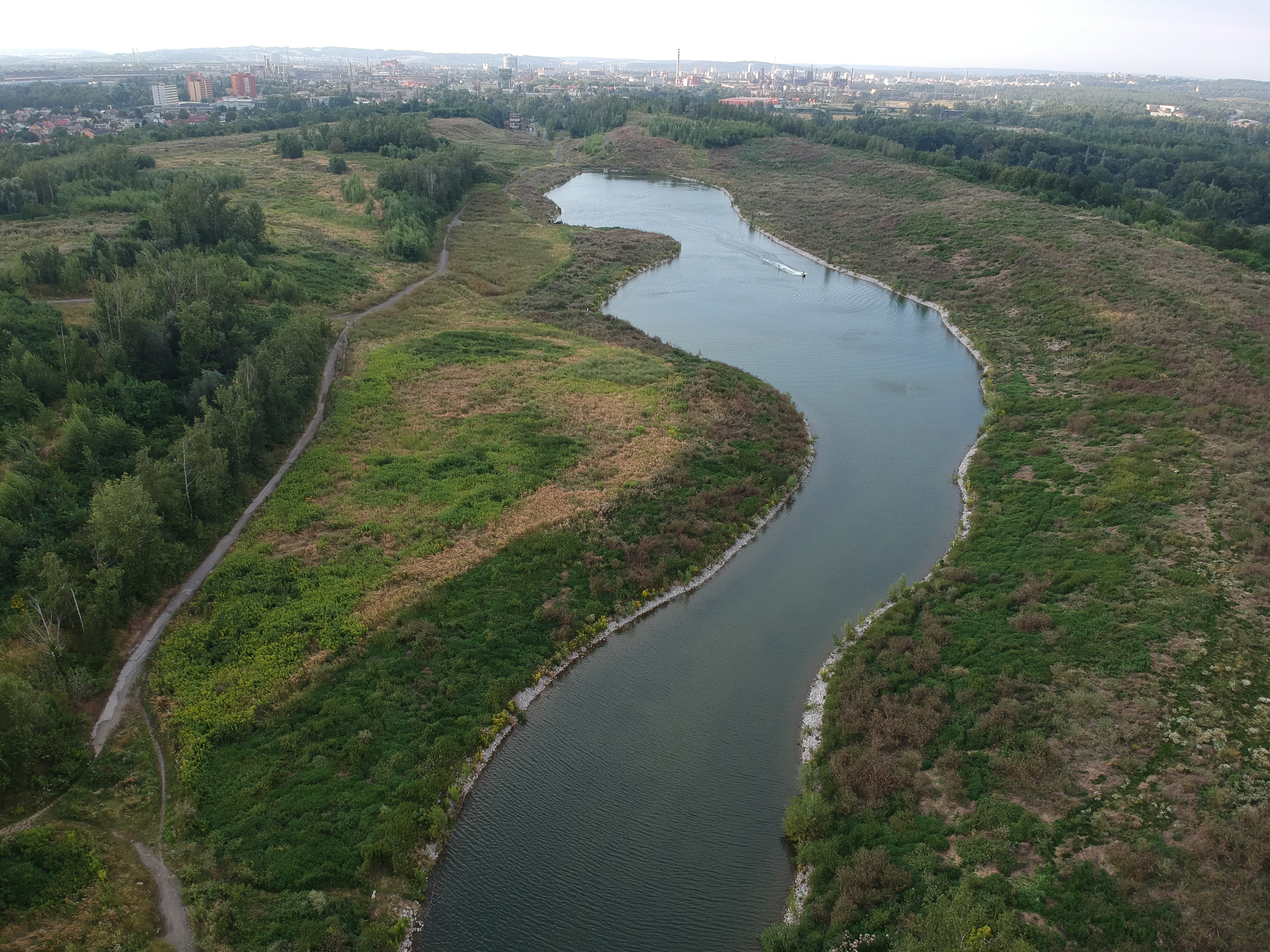
Umělé jezero
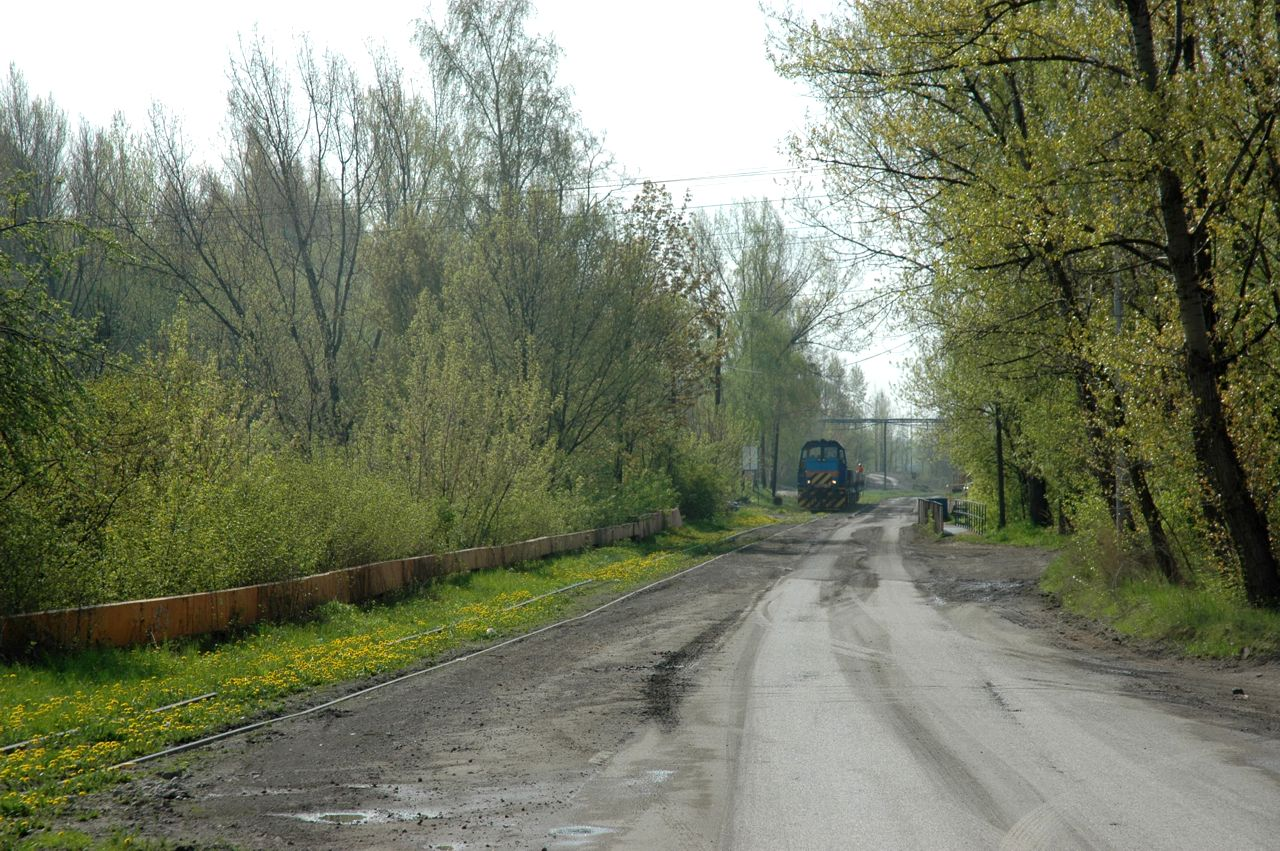
Komunikační napojení haldy: vlevo kolej z Vítkovic dolního nádraží, vpravo vjezdová komunikace z Místecké ulice